# Cantone di Guise
Il Cantone di Guise è una divisione amministrativa dell'arrondissement di Vervins con capoluogo Guise.
A seguito della riforma approvata con decreto del 21 febbraio 2014, che ha avuto attuazione dopo le elezioni dipartimentali del 2015, è passato da 19 a 45 comuni.

## Composizione
I 19 comuni facenti parte prima della riforma del 2014 erano:
- Aisonville-et-Bernoville
- Audigny
- Bernot
- Flavigny-le-Grand-et-Beaurain
- Guise
- Hauteville
- Iron
- Lavaqueresse
- Lesquielles-Saint-Germain
- Macquigny
- Malzy
- Marly-Gomont
- Monceau-sur-Oise
- Noyales
- Proisy
- Proix
- Romery
- Vadencourt
- Villers-lès-Guise

Dal 2015 i comuni appartenenti al cantone sono i seguenti 45:
- Aisonville-et-Bernoville
- Audigny
- Barzy-en-Thiérache
- Bergues-sur-Sambre
- Bernot
- Boué
- Chigny
- Crupilly
- Dorengt
- Esquéhéries
- Étreux
- Fesmy-le-Sart
- Flavigny-le-Grand-et-Beaurain
- Grougis
- Guise
- Hannapes
- Hauteville
- Iron
- Lavaqueresse
- Leschelle
- Lesquielles-Saint-Germain
- Macquigny
- Malzy
- Marly-Gomont
- Mennevret
- Molain
- Monceau-sur-Oise
- La Neuville-lès-Dorengt
- Le Nouvion-en-Thiérache
- Noyales
- Oisy
- Proisy
- Proix
- Ribeauville
- Romery
- Saint-Martin-Rivière
- Tupigny
- Vadencourt
- La Vallée-Mulâtre
- Vaux-Andigny
- Vénérolles
- Grand-Verly
- Petit-Verly
- Villers-lès-Guise
- Wassigny